# Marquesado de Monesterio
El marquesado de Monesterio es un título nobiliario español creado el 12 de noviembre de 1632 por el rey Felipe IV de España a favor de Octavio Centurión y Negro, mayordomo mayor de la reina.
La denominación se refiere al municipio de Monesterio en la provincia de Badajoz.

## Historia de los marqueses de Monesterio
- Octavio Centurión y Negro (Génova, 1575/1580-Madrid, 12 de mayo de 1653), I marqués de Monesterio,[1] banquero, caballero de la Orden de Santiago y de Alcántara, miembro de los consejos de Hacienda y Guerra, camarero de la reina Isabel y mayordomo mayor de la infanta María Teresa.[2] Era hijo de Cristóbal Centurión y de Liquineta de Negro.[2]

Casó en Génova con Battina Doria y Centurión y fueron padres de una hija, Clara Centurión y Doria, fallecida antes que su padre. Sucedió su nieta, hija de Clara y de su esposo y primo carnal, Domingo Centurión:
- Ana María Centurión y Centurión (m.1655), II marquesa de Monesterio.[2] Sin descendencia, sucedió en el título su padre:[4]

- Domingo Centurión y Cattaneo (Génova, c.  1606-Madrid, 29 de junio de 1662)) III marqués de Monesterio,[4] banquero, caballero de la Orden de Alcántara, miembro del Consejo y Contaduría Mayor de Hacienda. Era hijo de Adán Centurión y de Claretina Cattaneo y sobrino del primer marqués de Monesterio. Sucedió su hermano:[4]

- Cristóbal Centurión y Cattaneo (m. Madrid, 10 de noviembre de 1701),[5] IV marqués de Monasterio.[3]

Casó en primeras nupcias con Bárbara Centurión.
Casó segunda vez con Juana María de Villanueva y Estrada. Sucedió el hijo de su primer matrimonio:
- Domingo Centurión y Centurión (Génova, 1645-1705), V marqués de Monesterio,[6] capitán de la caballería corsa en Milán y mayordomo de Mariana de Neoburgo.[6]

- Adán Centurión (m. c. 1744), VI marqués de Monesterio.[7]

Casó el 10 de enero de 1712 con María de la Esperanza de Gáeta Girón y Fonseca, VII marquesa de la Lapilla, grande de España hija de Juan Alonso de Gaceta Girón y de su esposa Faustina Barrón de Fonseca, V marquesa de la Lapilla. Sucedió su hijo:
- José Joaquín Centurión Doria y Fonseca (m. 5 de febrero de 1796), VII marqués de Monesterio,[8] VIII marqués de la Lapilla[7] y VII duque de Centurión en Nápoles.[8]

Casó el 21 de marzo de 1756 con Antonia Agustina de Vera Fajardo y Moctezuma, hija de Diego Manuel de Vera Fajardo y Varona, IX marqués de Espinardo, y de su segunda esposa Andrea de Moctezuma Nieto de Silva. Sucedió su hijo:
- Nicolás Cayetano Centurión y Vera (La Rioja, 7 de julio de 1771-Madrid, 18 de febrero de 1834), VIII marqués de Monesterio,[10] IX marqués de la Lapilla,[7] gentilhombre de cámara, Gran Cruz de la Orden de Carlos III y caballero de la Orden del Toisón de Oro así como mayordomo mayor de la infanta María Francisca de Asís, presidente de la diputación en Madrid de la Sociedad Económica de la Rioja, caballerizo mayor de la reina y maestrante de Valencia.[10]

Casó en primeras nupcias el 2 de diciembre de 1783 con María Soledad de Orovio y Bravo de Mendoza, (m. 7 de septiembre de 1894), IV marquesa de Paredes. Después de enviudar, volvió a casar el 11 de septiembre de 1815 con Dolores Villanueva y Pérez de Barradas, hija de Francisco de Paula de Villanueva y Latrás, IX conde de Atarés. Contrajo un tercer matrimonio el 17 de julio de 1824 con Bernarda Manso de Velasco y Chaves.
- María de la Soledad Centurión y Orovio (7 de abril de 1787-4 de mayo de 1836), IX marquesa de Monesterio,[11] X marquesa de la Lapilla[7] y V marquesa de Paredes.

Contrajo matrimonio el 19 de junio de 1807 con Juan Antonio de Fivaller y Taverner, II duque de Almenara Alta. Le sucedió su hija:
- María de las Mercedes Fivaller Centurión y Fonseca (m. 11 de octubre de 1886), X marquesa de Monesterio,[12] XII marquesa de la Lapilla[7] y VII marquesa de Paredes.

Casó el 19 de marzo de 1842 con Gavino de Martorell y Martorell (Ciudadela, 21 de diciembre de 1811-Madrid, 16 de diciembre de 1886), III marqués de Albranca, senador vitalicio por Baleares y Segovia, gran cruz de la Orden de Carlos III, gentilhombre de cámara con ejercicio y servidumbre. Fueron padres de siete hijos, entre ellos, José María Martorell y Fivaller, el primogénito, que pudo suceder en el título y que fue uno de los redactores fundadores de la revista «La Cruzada». Soler Salcedo no lo incluye como titular y tiene a su hermana Ana Águeda como la XI marquesa de Monasterio:
- Ana Águeda Martorell y Fivaller (Ciudadela, Menorca, 1850-24 de agosto de 1930), XI marquesa de Monesterio[15] y XIV marquesa de Lapilla.[7]

Casó con Tomás Santero y Van Baumberghen. Sin descendencia, sucedió su sobrina nieta:
- María Soledad de Martorell y Castillejo (8 de julio de 1924-Madrid, 6 de agosto de 2022)[17] XII marquesa de Monesterio en 1951,[16][b] XVI marquesa de la Lapilla,[7] VIII duquesa de Almenara Alta,[16] XVIII duquesa de Escalona,[16] VIII marquesa de Albranca,[16]  XI marquesa de Paredes, XIII marquesa de Villel, XIX marquesa de Villena, X condesa de Darníus.[16] Era hija de Francisco de Borja Martorell y Téllez-Girón, XVII duque de Escalona, VII duque de Almenara Alta, VII marqués de Albranca, X marqués de Paredes, XVIII marqués de Villena, etc. y de su esposa María de los Dolores Castillejo y Wall.[16]

Casó en 1948 con Juan Pedro de Soto y Domecq (m. Madrid, 19 de agosto de 2004), caballero de la Real Maestranza de Caballería de Sevilla. Sucedió su hijo:
- Juan Pedro de Soto y Martorell, XIII marqués de Monesterio[20] y  XVII marqués de la Lapilla.[7]

Casó el 8 de mayo de 1991 con Sofía González de Aguilar y Alonso Urquijo. Sucedió su hijo:
- Juan Pedro Soto y González de Aguilar (n. Madrid, 26 de febrero de 1997),[21] XIV marqués de Monesterio.[22]